# Wiluś E. Kojot i Struś Pędziwiatr
Wiluś E. Kojot i Struś Pędziwiatr (ang. Wile E. Coyote and Road Runner) – kreskówka z serii Zwariowane melodie (ang. Looney Tunes i ang. Merrie Melodies). Postacie zostały wykreowane przez Chucka Jonesa w 1948 roku dla wytwórni Warner Brothers.
Każdy odcinek zbudowany jest wedle tego samego schematu: w kilku następujących po sobie krótkich scenach głodny Kojot bez skutku próbuje złapać pędzącego Strusia (w rzeczywistości to jest ptak zwany kukawką kalifornijską, ang. roadrunner), często budując przy tym skomplikowane pułapki lub korzystając z urządzeń firmy ACME, ale pułapki krzyżują jego plany oraz obracają się przeciwko Kojotowi.
Kreskówki ze Strusiem Pędziwiatrem i Kojotem były emitowane dawniej na Cartoon Network jako oddzielny serial (w oryginalnej wersji językowej, bez polskiego lektora, który by tłumaczył napisy) oraz na Canal+ w bloku kreskówek z serii Zwariowane melodie (ang. Looney Tunes) pt. Diabelski Młyn.
W polskiej wersji głos Kojota podkładają Andrzej Gawroński (odcinki Zwariowanych melodii z Królikiem Bugsem) i Jakub Szydłowski (w serialu Królik Bugs: serial twórców Zwariowanych melodii / Nowe zwariowane melodie).

## Lista odcinków
| Nr odcinka | Tytuł oryginalny              | Tytuł polski                   | Data premiery                                    | Seria           | Reżyseria                 |
| ---------- | ----------------------------- | ------------------------------ | ------------------------------------------------ | --------------- | ------------------------- |
| 1          | Fast and Furry-Ous            | Szybki i wściekło-włochaty     | 17 września 1949                                 | Looney Tunes    | Charles M. Jones          |
| 2          | Beep, Beep                    | Strusi klakson                 | 24 maja 1952                                     | Merrie Melodies | Charles M. Jones          |
| 3          | Going! Going! Gosh!           | Pędzi! Pędzi! Popędził!        | 23 sierpnia 1952                                 | Merrie Melodies | Charles M. Jones          |
| 4          | Zipping Along                 | Wszędobylska prędkość          | 19 września 1953                                 | Merrie Melodies | Charles M. Jones          |
| 5          | Stop! Look! And Hasten!       | Stań! Popatrz! i Gazu!         | 14 sierpnia 1954                                 | Merrie Melodies | Charles M. Jones          |
| 6          | Ready, Set, Zoom!             | Do biegu, gotowi, fru!         | 30 kwietnia 1955                                 | Looney Tunes    | Charles M. Jones          |
| 7          | Guided Muscle                 | Mięśniak z odrzutu             | 10 grudnia 1955                                  | Looney Tunes    | Charles M. Jones          |
| 8          | Gee Whiz-z-z-z-z-z-z!         | Świst i gwizd                  | 5 maja 1956                                      | Looney Tunes    | Charles M. Jones          |
| 9          | There They Go-Go-Go!          | Szybcy i rozpędzeni            | 10 listopada 1956                                | Looney Tunes    | Chuck Jones               |
| 10         | Scrambled Aches               | Jajecznica z kojota            | 26 stycznia 1957                                 | Looney Tunes    | Chuck Jones               |
| 11         | Zoom and Bored                | Wzloty i upadki                | 14 września 1957                                 | Merrie Melodies | Chuck Jones               |
| 12         | Whoa, Be-Gone!                | Przeminęło z pędem!            | 14 kwietnia 1958                                 | Merrie Melodies | Chuck Jones               |
| 13         | Hook, Line and Stinker        | Hak, lina i smrodek            | 11 października 1958                             | Looney Tunes    | Chuck Jones               |
| 14         | Hip Hip-Hurry!                | Hip Hip-Hurra!                 | 6 grudnia 1958                                   | Merrie Melodies | Chuck Jones               |
| 15         | Hot-Rod And Reel!             | Pirat drogowy i kółka          | 9 maja 1959                                      | Looney Tunes    | Chuck Jones               |
| 16         | Wild About Hurry              | Kocham pęd                     | 10 października 1959                             | Merrie Melodies | Chuck Jones               |
| 17         | Fastest with the Mostest      | Kto pod kim dołki kopie        | 9 stycznia 1960                                  | Looney Tunes    | Chuck Jones               |
| 18         | Hopalong Casualty             | Podskakująca ofiara            | 8 października 1960                              | Looney Tunes    | Chuck Jones               |
| 19         | Zip 'N Snort                  | Śmiganie i sapanie             | 21 stycznia 1961                                 | Merrie Melodies | Chuck Jones               |
| 20         | Lickety-Splat                 | Poślizg z upadkiem             | 3 czerwca 1961                                   | Looney Tunes    | Chuck Jones Abe Levitow   |
| 21         | Beep Prepared                 | Uważaj na klakson              | 11 listopada 1961                                | Merrie Melodies | Chuck Jones Maurice Noble |
| 49/50      | Adventures of the Road Runner | Przygody Strusia Pędziwiatra   | 2 czerwca 1962                                   |                 | Chuck Jones               |
| 22         | Zoom at the Top               | Wysokie loty                   | 30 czerwca 1962                                  | Merrie Melodies | Chuck Jones Maurice Noble |
| 23         | To Beep or Not To Beep        | Trąbić czy nie trąbić          | 28 grudnia 1963                                  | Merrie Melodies | Chuck Jones Maurice Noble |
| 24         | War and Pieces                | Wojna i spokój                 | 6 czerwca 1964                                   | Looney Tunes    | Chuck Jones Maurice Noble |
| 25         | Zip-Zip-Hooray                |                                | 1 stycznia 1965                                  | Looney Tunes    | Chuck Jones               |
| 26         | Roadrunner-a-Go-Go!           |                                | 1 lutego 1965                                    | Merrie Melodies | Chuck Jones               |
| 27         | The Wild Chase                | Szalony pościg                 | 27 lutego 1965                                   | Merrie Melodies | Friz Freleng Hawley Pratt |
| 28         | Rushing Roulette              | Pędząca ruletka                | 31 lipca 1965                                    | Merrie Melodies | Robert McKimson           |
| 29         | Run, Run, Sweet Road Runner   | Pędź jak wiatr, słodki struśku | 21 sierpnia 1965                                 | Merrie Melodies | Rudy Larriva              |
| 30         | Tired and Feathered           |                                | 18 września 1965                                 | Looney Tunes    | Rudy Larriva              |
| 31         | Boulder Wham!                 | Oberwać kamieniem              | 9 października 1965                              | Merrie Melodies | Rudy Larriva              |
| 32         | Just Plane Beep               | Tylko zaplanuj bip             | 23 października 1965                             | Merrie Melodies | Rudy Larriva              |
| 33         | Hairied and Hurried           |                                | 13 listopada 1965                                | Merrie Melodies | Rudy Larriva              |
| 34         | Highway Runnery               | Pirat drogowy                  | 11 grudnia 1965                                  | Looney Tunes    | Rudy Larriva              |
| 35         | Chaser on the Rocks           | Coś dla ochłody                | 25 grudnia 1965                                  | Merie Melodies  | Rudy Larriva              |
| 36         | Shot and Bothered             |                                | 8 stycznia 1966                                  | Looney Tunes    | Rudy Larriva              |
| 37         | Out and Out Rout              | Sposób na strusia              | 29 stycznia 1966                                 | Merrie Melodies | Rudy Larriva              |
| 38         | The Solid Tin Coyote          | Solidny kojot                  | 19 lutego 1966                                   | Looney Tunes    | Rudy Larriva              |
| 39         | Clippety Clobbered            | Kłopoty ze strusiem            | 12 marca 1966                                    | Looney Tunes    | Rudy Larriva              |
| 40         | Sugar and Spies               |                                | 5 listopada 1966                                 | Looney Tunes    | Robert McKimson           |
| 41         | Freeze Frame                  |                                | 27 listopada 1979                                | Merrie Melodies | Chuck Jones               |
| 42         | Soup Or Sonic                 |                                | 21 maja 1980                                     | Merrie Melodies | Chuck Jones Phil Monroe   |
| 43         | Chariots of Fur               |                                | 21 grudnia 1994                                  | Looney Tunes    | Chuck Jones               |
| 44         | Little Go Beep                |                                | 30 grudnia 2000                                  | Looney Tunes    | Spike Brandt              |
| 45         | The Whizzard of Ow            | Czarnoksiężnik z Auć!          | 1 listopada 2003 (USA) 27 sierpnia 2004 (PL)     | Looney Tunes    | Bret Haaland              |
| 46         | Coyote Falls                  | Upadek kojota                  | 30 lipca 2010 (USA) 13 sierpnia 2010 (PL)        | Looney Tunes    | Matthew O’Callaghan       |
| 47         | Fur of Flying                 |                                | 24 września 2010 (USA) 15 października 2010 (PL) | Looney Tunes    | Matthew O’Callaghan       |
| 48         | Rabid Rider                   | Rozwścieczony jeździec         | 17 grudnia 2010 (USA) 18 lutego 2011 (PL)        | Looney Tunes    | Matthew O’Callaghan       |